# Wiesław Kielar

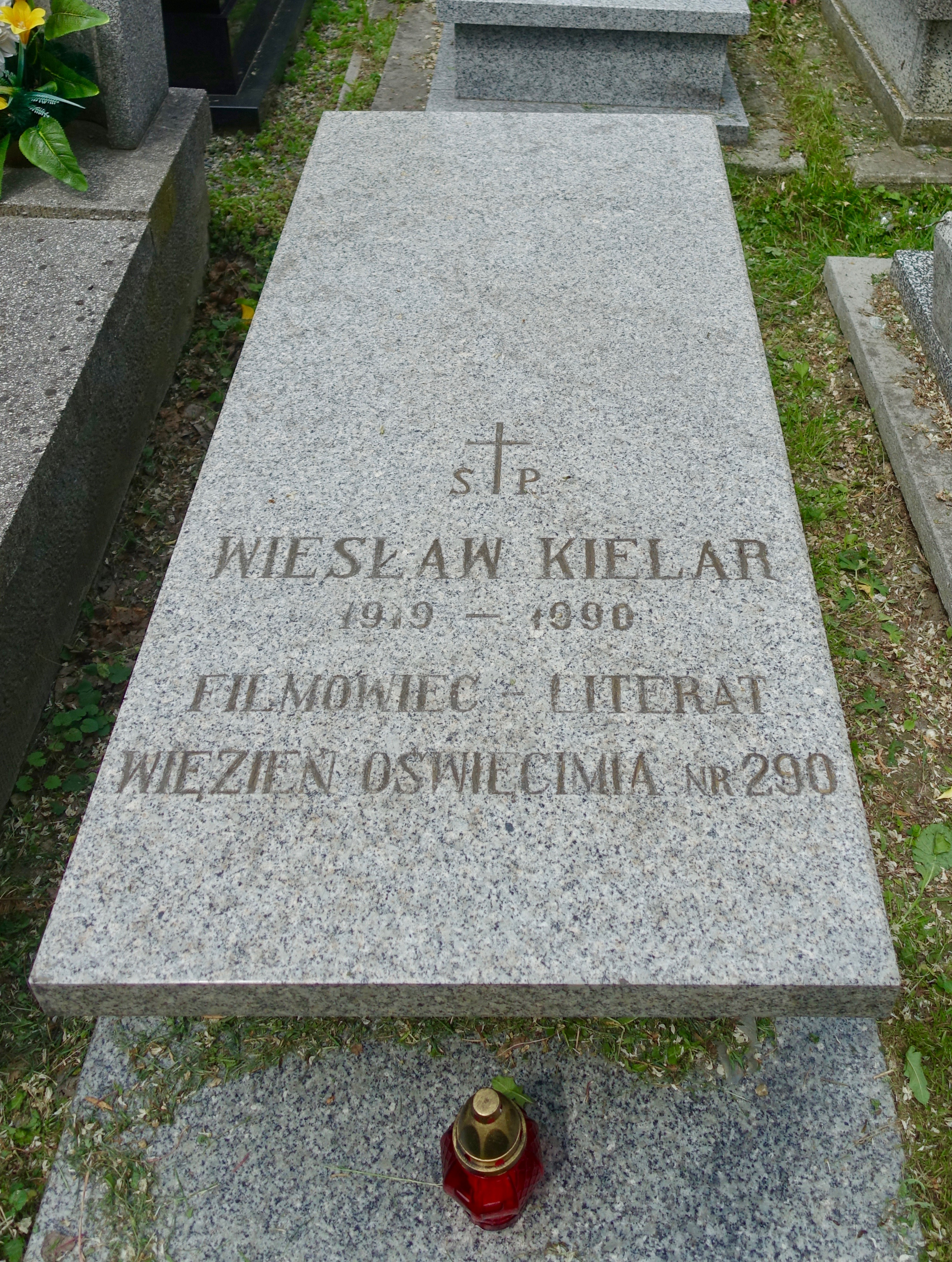
Graf van Kielar

Wiesław Kielar (12 augustus 1919 - 1 juni 1990) was een Poolse auteur, filmmaker en gevangene in het concentratiekamp Auschwitz.
Kielar werd begin 1940 gearresteerd in Jarosław en was een van de eerste gevangenen van concentratiekamp Auschwitz (identificatienummer 290). Hij verbleef bijna vijf jaar in verschillende delen van het complex. Hij vervulde verschillende functies, waaronder verpleger, schrijver en "gevangenisoudste". Na de Tweede Wereldoorlog rondde hij de Hogere Filmschool in Łódź af en werkte als filmmaker. Over zijn verblijf in Auschwitz schreef hij het boek Anus Mundi: gevangene nummer 290 overleefde vijf jaar Auschwitz. (ISBN 9021825422)
- Bibsys: 90097916
- Bibliothèque nationale de France: cb12616245n (data)
- CiNii: DA05171769
- Gemeinsame Normdatei: 118561944
- International Standard Name Identifier: 0000 0000 8167 1471
- Library of Congress Control Number: n80040464
- Nationale bibliotheek van Australië: 36248029
- Nationale Bibliotheek van Israël: 987007583362005171
- Nationale en Universitaire bibliotheek Zagreb: 000809057
- Nederlandse Thesaurus van Auteursnamen: 068818327
- Réseau des bibliothèques de Suisse occidentale: 02-A011140703
- Système universitaire de documentation: 083457739
- Trove: 1236390
- Virtual International Authority File: 94488919
- WorldCat: E39PBJkXqBKfDtKq4H6fxtGJXd